# Ángela Abarrategui y Abarrategui
Ángela Abarrategui y Abarrategui (fl. 1833-1839) va ser una pintora espanyola.
Pintora d'afició de classe acomodada, era filla de Juan Agustín Abarrategui, natural de Durango, membre del consell reial i oïdor de la Cancellera de Granada, i de la madrilenya Gumersinda Abarrategui. Està documentat que juntament amb la seva germana Josefa, el 1833 havia presentat uns dibuixos el novembre de 1833 a la Reial Acadèmia de Belles Arts de Granada, pels quals va rebre un premi extraordinari per la seva aplicació. També amb la seva germana va participar en la inauguració del Liceu artístic de la mateixa ciutat el 1839, de la qual degueren ser sòcies. Àngela va presentar els caps d'Abelard i Heloïsa, a llapis, i la seva germana Un ram de flors. Totes dues van ser premiades pels seus dibuixos per la Societat Econòmica de Granada, i van rebre molt bones crítiques per l'aplicació, gust i bona execució.